# Invisible Man (serie televisiva)
Invisible Man (The Invisible Man) è una serie televisiva statunitense di fantascienza, liberamente ispirato al personaggio dell'Uomo invisibile del romanzo omonimo di H.G. Wells.
Trasmesso per la prima volta negli Stati Uniti sul canale televisivo Sci Fi Channel a partire dal 9 giugno 2000, è approdato in Italia il 13 luglio 2004 su Italia 1 a notte tarda.

## Trama
Darien Fawkes, ladro e truffatore, viene sorpreso a rubare a casa di un anziano, che lo denuncia e riesce a fargli ottenere l'ergastolo. Darien è disposto a tutto per evitare di passare la vita in carcere e a proposito si propone il lavoro del fratello scienziato Kevin: una ghiandola che permette grazie a una sostanza chiamata "QuickSilver" di rendere persone e oggetti invisibili. Kevin fa prendere parte Darien a un esperimento che consiste nell'introdurre questa ghiandola all'interno del cervello per permettergli di diventare invisibile a piacimento, senza sapere che il collega Arnaud Defehrn ha apportato delle modifiche genetiche alla ghiandola creando degli effetti collaterali a contatto con il cervello, ossia attacchi di follia e violenza in mancanza della periodica iniezione di un antidoto.
Quando Kevin viene a conoscenza delle modifiche dopo la reazione del fratello alla ghiandola viene ucciso dai sicari di Arnaud. Darien decide di farsi estrarre la ghiandola ma un'agenzia segreta lo ingaggia per la sua nuova capacità in cambio delle iniezioni e di ricerche per estrarre la ghiandola dal cervello in modo sicuro. Darien inoltre ha un tatuaggio a forma di serpente che si morde la coda diviso in 10 tacche che passano dal verde al rosso per tener d'occhio il bisogno d'antidoto, infatti più tempo rimane invisibile e quindi usa il quicksilver più vicino diventa agli attacchi di pazzia. Nelle ultime tre puntate della seconda stagione inizia lo svolgimento degli eventi che porteranno il dottore di Darien Fawkes a trovare un antidoto permanente (illimitato uso dell'invisibilità) grazie ad Arnaud. Anche se non più costretto a lavorare per l'Agenzia, essendosi legato molto ai suoi colleghi continua a lavorarci avendo più privilegi.
L'Agenzia per la quale lavora Fawkes nella prima stagione dipende dal servizio della pesca e della fauna selvatica degli Stati Uniti, nella seconda stagione dall'Agenzia degli Affari Indiani.

## Episodi
| Stagione         | Episodi | Prima TV USA | Prima TV Italia |
| ---------------- | ------- | ------------ | --------------- |
| Prima stagione   | 24      | 2000-2001    | 2004            |
| Seconda stagione | 22      | 2001-2002    | 2004            |

## Personaggi

### Personaggi principali

#### Darien Fawkes (Vincent Ventresca) - (St. 1-2)
Darien Fawkes è un ex criminale in carriera e in prigione, che ha ricevuto più condanne per reati minori e due condanne penali prima dei trent'anni. Darien è descritto come un "intelletto sopra la media", e capace di essere molto ingannevole. Lui e suo fratello Kevin sono cresciuti in una fattoria dai loro zii, dopo che la loro madre è morta e il loro padre li ha lasciati (in seguito è venuto a sapere che il loro padre era un cecchino per il governo e dopo che la sua copertura era esplosa, lasciò la sua famiglia in per proteggerli). Mentre Kevin divenne uno scienziato, Darien iniziò una carriera da ladro mentre era ancora adolescente. Dopo essere stato catturato perché si è fermato per dare soccorso a una vittima di un attacco cardiaco, è stato condannato all'ergastolo senza possibilità di libertà condizionale secondo la legge della California. 
Kevin era uno scienziato ricercatore che stava lavorando a un progetto top secret. Ha fatto un patto con i suoi capi per far uscire Darien dal carcere in cambio di averlo usato come cavia del progetto. Darien accettò e fu impiantato con la ghiandola Quicksilver. Uno degli altri scienziati, Arnaud DeFehrn, era in realtà un terrorista che si era infiltrato nel progetto e ha condotto un attacco alla struttura di ricerca che ha causato la morte di Kevin e la perdita della maggior parte delle ricerche del progetto. Darien fuggì, ma fu riluttante a collaborare con l'Agenzia, che aveva finanziato il progetto, ma per evitare che la pazzia da Quicksilver lo potesse uccidere accetta di lavorare per conto dell'Agenzia, la quale aveva la formula per l'antidoto.
Lavorando con l'Agenzia, Darien sviluppa un'affinità per i suoi collaboratori e decide di continuare a lavorare lì anche dopo che la sua dipendenza è stata curata da Claire.
Ha un'alta morale per un criminale in carriera - avrebbe potuto facilmente fuggire tranne che ha sorpreso l'anziano proprietario in un attacco di cuore, ed è rimasto indietro per eseguire il CPR (sfortunatamente, gli agenti che hanno catturato lui e l'uomo anziano lui stesso pensavo che stesse molestando quest'ultimo). È un ladro di grande talento con capacità di rottura ed inserimento a livello di esperti, apprese dalle sue numerose incarcerazioni e trova queste abilità molto utili nella sua nuova carriera come agente di spionaggio. Il suo intercalare è "Oh, merda", di solito quando si rende conto di essersi messo nei guai, sebbene abbia anche l'abitudine di citare varie altre fonti almeno una volta in ogni episodio (anche se sotto forma di voce fuori campo).
Nell'episodio 12, Darien fu brevemente posseduto dalla personalità di Simon Cole, il precedente proprietario della ghiandola, dopo che l'RNA residuo di Cole prese possesso del suo corpo, causando a Darien l'allucinazione di vedere Cole durante l'uso del Quicksilver. 
Darien in seguito tentò di usare questa "stranezza" della ghiandola per trapiantare l'RNA di suo fratello nella sua mente in modo che Kevin potesse trovare un modo per rimuovere la ghiandola o correggerne i difetti, ma Kevin non fu in grado di curare la pazzia e scelse di non rimuovere la ghiandola poiché ha ritenuto che Darien fosse una persona migliore.
A causa della ghiandola, Darien ha diversi poteri oltre a essere in grado di essere invisibile; può rendere parti del suo corpo invisibili mentre il resto è visibile (permettendogli, ad esempio, di fingere di essere un doppio amputato per infiltrarsi in un ospedale - ep.11, o di rendere la testa invisibile per dare l'impressione di essersi suicidato catturare i nemici di sorpresa - ep.2), vedere nell'infrarosso, la sua temperatura corporea si abbassa fino a un punto in cui può rinfrescare le bevande mentre è invisibile e sfuggire alle armi in cerca di calore, può trasformare gli altri invisibili finché rimane in contatto con loro.

#### Robert Albert Hobbes (Paul Ben-Victor) - (St. 1-2)
Robert "Bobby" Hobbes è uno degli agenti che lavorano per l'Agenzia, il più esperto e quindi il più capace nel campo, proprio accanto ai poteri di invisibilità di Darien. Viene affiancato a Darien come partner, nel momento in cui Darien si unisce all'Agenzia. All'inizio della serie, Hobbes è stato all'Agenzia per diversi anni, quando L'Ufficiale lo assunse quando le sue stranezze e la lieve depressione maniacale lo avevano fatto sballottare da ogni altra agenzia di intelligence governativa. Nonostante l'Agenzia sia la sua ultima possibilità di lavoro governativo, Hobbes si sente sottovalutato, riceve pochissime retribuzioni (non a caso negli episodi è frequente il discorso dell'aumento di stipendio che viene sempre ignorato da parte dell'Ufficiale e dell'assistente Eberts) e viene inviato in missioni per lo più sfavorevoli. Nonostante i suoi maltrattamenti all'Agenzia, mostra una forte lealtà nei suoi confronti, come dimostra la sua riluttanza ad accettare una posizione all'FBI per un salario più alto.
La sua relazione con Darien inizia in modo un po' brutto, con Darien che è nuovo alle missioni sotto copertura e che spesso soffoca la loro copertura mentre guadagna comunque molto più di Hobbes (ep.3), ma alla fine diventano amici intimi, mostrando la volontà di sacrificare le loro vite l'uno per l'altro in diverse occasioni. Spesso si scherzano l'un l'altro, con gran fastidio di chi li circonda. Hobbes sembra divertirsi usando le pistole, trasportandone sempre almeno una sulla sua persona in ogni momento. Spesso usa la pistola, minacciando le persone spesso riferendosi alla pistola come la sua "polizza assicurativa". Spesso si riferisce a se stesso in terza persona, che viene spesso scambiato per arroganza. È un ex marine che ha prestato servizio durante l'Operazione Desert Storm, è anche un esperto nell'arte marziale coreana Hapkido, anche se in un episodio descrive la sua abilità come "Gran Maestro di Wu Shu ", addestrato dalla CIA. In più di un episodio, Hobbes ha disarmato e messo fuori combattimento ben tre combattenti armati. Hobbes mostra segni di paranoia estrema, a volte comica, nella maggior parte dei casi, comportandosi come se il mondo sia ostile nei suoi confronti. Esegue spesso controlli sulle persone di cui sospetta (ep. Ansia da separazione). Essendo addestrato dall'FBI e dalla CIA, è eccellente nello spionaggio e nella raccolta di informazioni, entrambe le quali servono solo a peggiorare la sua paranoia.

#### Charles Borden a.k.a. The Official (Eddie Jones) - (St.1-2)
Charles "Charlie" Borden è il capo di lunga data dell'Agenzia. La maggior parte del suo passato è sconosciuto, a causa del rifiuto di Borden di divulgare informazioni su se stesso ai suoi agenti (ad esempio, Darien viene a conoscenza del suo nome alla fine dell'episodio 7). È a capo dell'Agenzia per un periodo indeterminato, ma è insinuato dalle prove fotografiche che ha prestato servizio in questa carica almeno dall'amministrazione Kennedy (episodio 13). Normalmente si aspetta che i suoi ordini vengano eseguiti senza discussioni da parte di Darien, Hobbes o Claire, di solito respingendo in anticipo le loro domande o preoccupazioni. L'Ufficiale si occupa principalmente di due cose: svolgere le missioni a cui è affidato - nonostante la sua frustrazione per il carattere sempre mutevole dei finanziamenti dell'Agenzia a causa del loro basso budget - e tenendo d'occhio i risultati economici dell'Agenzia.

#### Albert Eberts (Michael "Mike" McCafferty) - (St. 1-2)
Albert Eberts è arrivato all'Agenzia dall'IRS e fa da assistente sia all'Ufficiale che all'agenzia contabile dell'Agenzia. Di solito dirige i briefing di Darien e Hobbes, spesso andando più in dettaglio di quanto ritenga necessario e che gli viene detto: "Zitto, Eberts". È molto abile nell'uso dei computer e mostra anche una buona conoscenza delle arti marziali.

#### Dr. Claire Keeply a.k.a. the Keeper (Shannon Kenny) - (St. 1-2)
Claire è la dottoressa e ricercatrice dell'Agenzia ed è stata una ricercatrice del team che ha svolto un lavoro preliminare per lo sviluppo della ghiandola Quicksilver. È responsabile del monitoraggio della salute di Darien e della compilazione dei dati sull'uso a lungo termine della ghiandola. È anche colei che mescola e amministra l'antidoto. All'inizio non le importa particolarmente Darien, forse perché le ricorda Kevin (con cui era stata coinvolta sentimentalmente prima della sua morte) sebbene alla fine lei e Darien diventano amici; Claire rischia anche la sua carriera per curare Darien permanentemente dalla pazzia da Quicksilver.

#### Alex Monroe (Brandy Ledford) - (St. 2)
È un agente federale che lavora per l'Agenzia ed è considerata una delle migliori agenti in generale. Oltre alle sue abilità come agente di copertura profonda, è un'adorabile artista marziale e un profiler amatoriale, abilità che ha usato per costruire una solida rete di amici e nemici risparmiati che spesso completano le sue risorse presso l'Agenzia con attrezzatura di linea. Ha un alto livello di sicurezza ed è l'unico agente che ha il proprio ufficio nell'Agenzia. In tal modo, inizialmente guadagna l'ira di Hobbes, che ambisce al budget e alle attrezzature comparativamente sfarzosi di cui gode. Questo alla fine si espande in una vera e propria rivalità tra i due, sebbene in seguito diventi più amichevole man mano che cresce il loro rispetto. Prima della fine della serie, si affida pienamente a Hobbes, in particolare dopo che Hobbes ha dimostrato la sua competenza nelle apparecchiature di sorveglianza di nuova generazione e mostra un livello di tiro superiore. Ha una vendetta personale contro un gruppo chiamato "Chrysalis", che l'ha usata come madre surrogata per produrre un figlio geneticamente modificato. Dopo la nascita, hanno preso suo figlio, e lei ha cercato il gruppo da allora. Alla fine trova il bambino, ma poi decide di lasciare che la sua madre biologica (la moglie di Jarod Stark Eleanor, la prima sia anche il padre biologico del bambino) la tenga, percependo i suoi sentimenti per lui genuini e desiderando disertare da Chrysalis (sebbene, sconosciuto all'Agenzia, in seguito non è vero). Anche dopo questo, Alex decide di rimanere con l'Agenzia.

### Personaggi secondari

#### Dr. Arnaud DeFöhn (Joel Bissonnette) - (St. 1-2)
Terrorista e antagonista primario di Darien Fawkes, responsabile di aver impiantato la ghiandola con il difetto della pazzia del Quicksilver e di aver ucciso, il fratello di Darien. Più tardi ha sviluppato la sua versione della ghiandola senza il difetto della pazzia, ma questa versione è stata impropriamente impiantata e lo ha reso permanentemente invisibile, costringendolo a indossare una maschera realistica clonata dal suo stesso tessuto per passare per normale. Viene contattato da Stark che accetta di rimuovere la ghiandola in cambio di aiutarlo a usare la ghiandola per lo scopo di Chrysalis, ma alla fine fugge. Compare in 9 episodi.

#### Jarod Stark (Spencer Garrett) - (St. 1-2)
Il capo carismatico di un ramo della misteriosa organizzazione Chrysalis.

#### Allianora (Idalis DeLeón) - (St. 1)
Uno dei migliori agenti di Chrysalis. Attraverso la bio-modificazione ha acquisito la capacità di respirare l'acqua e rigurgitarla sotto pressione, rendendola capace di affogare le persone con un bacio. Viene uccisa da Stark nel finale della stagione dopo aver salvato Darien dall'annegamento e tradisce Chrysalis. È implicito che abbia ricevuto le modifiche per salvarle la vita e c'è molta tensione romantica tra lei e Darien, che culmina nella sua traditrice Chrysalis per aiutarlo.

#### Dr. Kevin Fawkes (David Burke) - (St. 1-2)
Il fratello di Darien e lo sviluppatore della ghiandola Quicksilver, ha personalmente impiantato la ghiandola nel cervello di suo fratello. È stato assassinato da Arnaud DeFöhn, ma è apparso nell'episodio 13 (non era lui ma un sosia) come parte di un complotto di Arnaud per ingannare Darien nel pensare che fosse sopravvissuto. Più tardi, l'RNA della memoria di Kevin fu iniettato nella ghiandola - essenzialmente resuscitandolo nel corpo di Darien - nella speranza che sarebbe stato in grado di trovare un modo per rimuoverlo, ma declinò, credendo che la ghiandola rendesse Darien una persona migliore. Nonostante i loro diversi stili di vita, i due sembravano essere abbastanza vicini, con Kevin che affermava di aver scelto Darien come cavia per la ghiandola perché non si fidava di nessun altro con esso.

#### Dr. Thomas Walker/Augustin Gaither (Armin Shimerman) - (St. 2)
Precedentemente uno scienziato che lavorava per il fittizio Secret Weapons Research Bureau, la stessa struttura governativa che ha aiutato Kevin Fawkes a sviluppare la ghiandola Quicksilver. Si è offerto volontario come cavia per uno dei suoi progetti, solo per vederlo fallire. L'insuccesso lo rendeva "insensato", il che significa che era stato derubato dei suoi sensi - tranne per il suo senso del tatto sulla punta di due dita. Ha anche indotto una rottura psicotica; ha dimenticato la sua vita precedente come praticante della sperimentazione umana e ha invece costruito un'identità come "Tommy Walker" (dopo il protagonista dell'album Tommy, un sordo muto) un tecnico relativamente innocuo che è stato usato come cavia come punizione per litigare con Gaither. Con il suo senso restante è stato in grado di costruire quello che lui definisce come una matrice di sensori legata al suo torace che consente a due dei suoi sensi disfunzionali - udito e visione - di funzionare in modo grezzo ma utile, permettendogli di percepire il mondo come "luci" e ombre "e sente i suoni come" forte e morbido ".